# Gonia puncticornis
Gonia puncticornis är en tvåvingeart som beskrevs av Johann Wilhelm Meigen 1826. Gonia puncticornis ingår i släktet Gonia och familjen parasitflugor.
Artens utbredningsområde är Frankrike. Inga underarter finns listade i Catalogue of Life.